# Norbert Steger
Norbert Steger (Viena, 6 de março de 1944) é um advogado e ex-político austríaco (FPÖ).

## Biografia
Em 1977, Steger tornou-se chefe do FPÖ vienense. Tornou-se vice-presidente da Internacional Liberal no ano de 1980.
Foi o líder do FPÖ de 1980 até 1986, quando foi substituído por Jörg Haider. Entre 1983 e 1987 foi vice-chanceler e ministro da Economia.
Norbert Steger era um político liberal económico.
Foi membro do Atterseekreis (= círculo do Attersee, um lago na Áustria), um movimento dentro da FPÖ, partido liberal nacionalista. Esse círculo queria tornar o FPÖ em um partido mais liberal.
Muitos membros deste Atterseekreis foram fundadores do Foro Liberal no ano de 1993. Em contraposição a Norbert Steger, políticos famosos do FPÖ como Heide Schmidt ou Friedhelm Frischenschlager fundaram o Foro Liberal.
Norbert Steger também retirou-se do FPÖ por causa de um líder populista, Haider, e a sua agitação anti-UE. Norbert Steger não quis entrar no Foro Liberal porque na sua opinião é um partido demasiado à esquerda.